# براونوود
براونوود (بالإنجليزية: Brownwood)‏ هي هي مقر مقاطعة براون في ولاية تكساس في الولايات المتحدة. بلغ عدد سكانها 20,407 حسب تعداد العام 2000

## سكان معروفون
Alexis Texas-اليكسيس تكساس

## أعلام
- جيمي هاريس
- جورج دان
- جيم موريس
- أرنولد إل. كيركباتريك
- بيل أندرسون
- باول تيسون
- فيلتون تي رايت
- إد برايس
- جون أندرسون مور
- جاك نوت